# Hold It Against Me
«Hold It Against Me» (с англ. — «Ты был бы против?») — первый сингл поп-певицы Бритни Спирс с седьмого студийного альбома Femme Fatale. Продюсерами сингла выступили Макс Мартин, Dr. Luke и Billboard. Официальная премьера на американском радио состоялась 10 января 2011 года, а спустя день песня стала доступна в iTunes, где менее чем за сутки заняла первое место.
Многие критики положительно отозвались о треке, хотя некоторым не понравилось смысловое содержание. «Hold It Against Me» дебютировал на первом месте в чартах Канады, Бельгии, Дании и Новой Зеландии, а также в американском Billboard Hot 100, став четвёртой песней Спирс, достигнувшей первого места в этом чарте. Спирс также стала второй певицей (после Мэрайи Кэри), кому удавалось дебютировать на вершине этого чарта более одного раза.

## История создания
После окончания мирового турне «The Circus Starring Britney Spears» в 2009 году представители Бритни Спирс заявили, что она приступила к работе над новым альбомом. Больше года Бритни Спирс посвятила работе над своим новым материалом.
Официально о новом материале было объявлено 2 декабря, в день рождения певицы, через её профиль в сети Twitter. Было сказано, что в начале 2011 года выйдет её седьмой студийный альбом, а в январе появится первый сингл с него. Изначально продюсер трека Dr. Luke заявил о выходе песни 7 января, но релиз был отложен и 8-го января Jive Records выпустили пресс-релиз, в котором была объявлена официальная дата выпуска сингла.
Автор текста — Бонни МакКи, в интервью для «The Hollywood Reporter» призналась, что вдохновением для написания песни послужило тело Кэти Перри, когда она написала текст во время работы в студии с популярной певицей.

«Hold It Against Me» был счастливым случаем. Вдохновением для меня послужило сотрудничество с Кэти Перри. Одновременно я работала над альбомом Бритни. Кэти тогда вошла в комнату в плотном сексуальном платьице, и я в шутку сказала: «If I told you you had a nice body would you hold it against me?». Тут я подумала «Вот оно!» и написала песню".

## Видеоклип
Съемки видеоклипа на песню «Hold It Against Me» начались 22 января 2011 года. Хореограф клипа — Брайан Фридман, уже работавший с Бритни в эру её альбомов Britney и In the Zone.
Кастинг танцоров для нового балета Бритни Спирс состоялся 22 декабря 2010 года.
Хореограф клипа Брайан Фридман обещает, что в клипе будет много сложных танцевальных движений и что Бритни вернется к своим «фирменным» танцам.
Режиссёром клипа стал Юнас Окерлунд.
С 4 февраля 2011 года каждый день, в течение 14 дней, на официальном профиле певице в сети Twitter выходил тизер клипа «Hold It Against Me».
Премьера клипа состоялась на Vevo, MTV и сайте MTV.com в 9:56 PM 17 февраля (18 февраля в 05:56 по московскому времени).
Рецензия на клип от La Voz Libre:

Поп-принцесса вернулась и сделала это снова с ожидаемым видеоклипом «Hold it against me». Проведя несколько недель в просмотре секундных отрывков, тем самым создавая большую шумиху вокруг видеоклипа «Hold it against me», наступает день, когда выходит законченная версия клипа, в которой Бритни дерется, возвращая себе трон как «принцесса поп-музыки», который, по уверению фанатов, она никогда не покидала.

## Рецензии
Сингл получил положительные отзывы от многих изданий, которые расхваливают гармоничное сочетание жестких битов и «сладкого» вокала певицы.
Рецензия от Billboard:

Hold It Against Me — горячо ожидаемый новый сингл Бритни Спирс, неожиданно, прибыл к нам раньше, на день перед планированной премьерой с сообщением из Твиттера от Бритни: «Не злитесь на меня за то, что Hold It Against Me вышел раньше». Не трудно догадаться, почему поп-звезда не хотела дольше ждать: со своей пульсирующей линией баса и клубной музыкой, будучи телепатическим обменом мысли продюсера Макса Мартина и Доктора Люка композиция, была обязана быть подана быстро.

Рецензия от сайта Artist Direct:

«Hold It Against Me» является один из самых взрывных клубных треков Бритни. Она игриво напевает куплеты песни под блестящие ритмы, которые меняются от футуристического стиля до стиля фанк. Начало песни достигает высот поп-экстаза, поскольку ритмичные синтезаторы ярко подчеркивают вибрацию голоса Бритни. Это одна из самых танцевальных песен поп-звезды, в которой отлично сочетаются ангельский рефрен и мощный пульсирующий фон от продюсеров Макса Мартина и Доктора Люка. Песню можно гордо поставить рядом с классикой Бритни — «Womanizer», «Gimme More» и «Toxic»

Отзыв от сайта Elle:

Сингл сразу же занял верхние строчки в десятке самых авторитетных рейтингов планеты, появился в эфирах радиостанций, а кроме того, стал самым скачиваемым треком на iTunes. Официально новая пластинка мисс Спирс появится в продаже только 15 марта 2011 года.

Рецензия от сайта Soniquo:

Американская певица Бритни Спирс, потерявшая трон несколько лет назад, вновь его вернула с запуском своего нового сингла «Hold It Against Me», который сразу же забрался на вершину «Billboard Hot 100 Singles». Это музыкальное явление, которого многие ожидали с 2004 года, когда платиновая блондинка погрузилась в темный период своей жизни, появилось как новое ощущение поп-музыки. Сегодня её музыка освещается ещё с большей интенсивностью после того, как сингл преодолел продажи в 411 000 цифровых экземпляров за только первую неделю релиза и только на американском уровне.

Интернет-издания: The Sun, Daily Star, Digital Spy дали первыми свои отзывы о новом сингле Бритни Спирс.
Rolling Stone оценили песню на 4 звездочки и поставили пометку «премиум Бритни», и это только один из многочисленных положительных отзывов к синглу.
Трек сразу же заполонил эфир всех мейнстрим радиостанций США и даже побил рекорд Мэрайи Кэри по скорости добавления песни в ротацию на радиостанциях.
Сейчас же «Hold It Against Me» оккупировал чарты iTunes во всем мире и занял первую строчку в 17 странах!

## Создатели
- Бритни Спирс — вокал, сопродюсер
- Bonnie McKee — автор текста
- Billboard — сопродюсер, соавтор
- Лукаш Готтвальд — соавтор текста
- Mathieu Jomphe — соавтор текста
- Max Martin — соавтор текста, продюсер
- Dr. Luke — музыкальный продюсер

## Список композиций
Digital Download
| №  | Название             | Длительность |
| -- | -------------------- | ------------ |
| 1. | «Hold It Against Me» | 3:49         |

UK Digital single
| №  | Название                            | Длительность |
| -- | ----------------------------------- | ------------ |
| 1. | «Hold It Against Me»                | 3:49         |
| 2. | «Hold It Against Me» (Instrumental) | 3:49         |

The Remixes — Digital EP
| №  | Название                                             | Длительность |
| -- | ---------------------------------------------------- | ------------ |
| 1. | «Hold It Against Me» (Adrian Lux & Nause Radio)      | 3:05         |
| 2. | «Hold It Against Me» (JumpSmokers Club)              | 6:02         |
| 3. | «Hold It Against Me» (Ocelot Club)                   | 6:14         |
| 4. | «Hold It Against Me» (Smoke 'N Mirrors Club)         | 7:41         |
| 5. | «Hold It Against Me» (Funk Generation Radio)         | 3:48         |
| 6. | «Hold It Against Me» (Tracy Young Ferosh Anthem Mix) | 8:38         |
| 7. | «Hold It Against Me» (Abe Clements Radio)            | 4:02         |

## Позиции в чартах
| Чарт (2011)                               | Высшая позиция |
| ----------------------------------------- | -------------- |
| Австралия (ARIA)                          | 4              |
| Австрия (Ö3 Austria Top 40)               | 16             |
| Бельгия/Фландрия (Ultratop 50)            | 2              |
| Бельгия/Валлония (Ultratop 50)            | 1              |
| Brazil (Brasil Hot 100 Airplay)           | 35             |
| Brazil (Brasil Hot Pop Songs)             | 12             |
| Канада (Billboard Canadian Hot 100)       | 1              |
| Канада (Billboard CHR/Top 40)             | 2              |
| Канада (Billboard Hot AC)                 | 7              |
| СНГ (TopHit Airplay)                      | 21             |
| Croatia (HRT)                             | 6              |
| Чехия (Rádio — Top 100)                   | 17             |
| Дания (Tracklisten)                       | 1              |
| Euro Digital Song Sales (Billboard)       | 4              |
| Финляндия (Suomen virallinen lista)       | 1              |
| Франция (SNEP)                            | 31             |
| Германия (GfK)                            | 23             |
| Global Dance Tracks (Billboard)           | 6              |
| Венгрия (Rádiós Top 40)                   | 33             |
| Ирландия (IRMA)                           | 5              |
| Италия (FIMI)                             | 2              |
| Luxembourg Digital Song Sales (Billboard) | 8              |
| Mexico Anglo (Monitor Latino)             | 6              |
| Нидерланды (Single Top 100)               | 20             |
| Нидерланды (Dutch Top 40)                 | 25             |
| Новая Зеландия (Recorded Music NZ)        | 1              |
| Норвегия (VG-lista)                       | 2              |
| Poland (Polish Airplay New)               | 4              |
| Portugal Digital Song Sales (Billboard)   | 7              |
| Россия (TopHit)                           | 21             |
| Шотландия (OCC Scotland)                  | 4              |
| Словакия (Rádio — Top 100)                | 3              |
| South Korea (Circle)                      | 44             |
| South Korea Foreign (Circle)              | 1              |
| Испания (PROMUSICAE)                      | 6              |
| Швейцария (Schweizer Hitparade)           | 7              |
| Швеция (Sverigetopplistan)                | 9              |
| Украина (TopHit)                          | 57             |
| Великобритания (OCC UK Singles)           | 6              |
| США (Billboard Hot 100)                   | 1              |
| США (Billboard Adult Pop Airplay)         | 23             |
| США (Billboard Dance Club Songs)          | 1              |
| США (Billboard Dance/Mix Show Airplay)    | 1              |
| США (Billboard Pop Airplay)               | 3              |
| США (Billboard Rhythmic)                  | 14             |

## Сертификации
| Регион | Сертификация  | Продажи   |
| --- | ------------- | --------- |
| Австралия (ARIA) | Платиновый    | 70 000^   |
| Мексика (AMPROFON) | Золотой       | 30 000*   |
| Новая Зеландия (RMNZ) | Золотой       | 7500*     |
| South Korea (GAON) | —             | 672,356   |
| Швеция (GLF) | 2× Платиновый | 80 000    |
| Великобритания (BPI) | Серебряный    | 200 000   |
| США | —             | 1,600,000 |
| * Данные о продажах приведены только на основе сертификации. · ^ Данные о тиражах приведены только на основе сертификации. · Данные о продажах + прослушиваниях приведены только на основе сертификации. |               |           |

## Хронология релизов
| Регион         | Дата            | Формат                    | Лейбл        |
| -------------- | --------------- | ------------------------- | ------------ |
| США            | 10 января 2011  | Радио премьера            | Jive Records |
| Австралия      | 11 января 2011  | Digital download — iTunes | Jive Records |
| Канада         | 11 января 2011  | Digital download — iTunes | Jive Records |
| Дания          | 11 января 2011  | Digital download — iTunes | Jive Records |
| Финляндия      | 11 января 2011  | Digital download — iTunes | Jive Records |
| Франция        | 11 января 2011  | Digital download — iTunes | Jive Records |
| Греция         | 11 января 2011  | Digital download — iTunes | Jive Records |
| Италия         | 11 января 2011  | Digital download — iTunes | Jive Records |
| Ирландия       | 11 января 2011  | Digital download — iTunes | Jive Records |
| Мексика        | 11 января 2011  | Digital download — iTunes | Jive Records |
| Новая Зеландия | 11 января 2011  | Digital download — iTunes | Jive Records |
| Норвегия       | 11 января 2011  | Digital download — iTunes | Jive Records |
| Португалия     | 11 января 2011  | Digital download — iTunes | Jive Records |
| Испания        | 11 января 2011  | Digital download — iTunes | Jive Records |
| Швеция         | 11 января 2011  | Digital download — iTunes | Jive Records |
| Швейцария      | 11 января 2011  | Digital download — iTunes | Jive Records |
| Нидерланды     | 11 января 2011  | Digital download — iTunes | Jive Records |
| США            | 11 января 2011  | Digital download — iTunes | Jive Records |
| Польша         | 12 января 2011  | Digital download          | Jive Records |
| Бразилия       | 12 января 2011  | Digital download          | Jive Records |
| Великобритания | 17 января 2011  | Digital download — iTunes | RCA Records  |
| Великобритания | 18 января 2011  | Mainstream airplay        | Jive Records |
| Германия       | 25 февраля 2011 | CD-single                 | Jive Records |

## Интересные факты
- За день до официального релиза сингл стал доступен в новозеландском iTunes. Через несколько часов Бритни Спирс оставила сообщение в своем твиттере: «Don’t #HOLDITAGAINSTME for coming out early. I couldn’t wait any longer. Hope you don’t mind…»[89] (русс. перевод — «Не #ВИНИТЕ МЕНЯ за то, что песня вышла слишком рано. Я не могла ждать больше. Надеюсь, вы не против…»)
- Автор текста  Бонни МакКи, во время промо своего дебютного сингла «American Girl» акустически исполняла хиты, написанные для других исполнителей, и всегда начинала с песни «Hold It Against Me», написанной для Бритни.[90] Также, в сети имеется демо-версия, в исполнении Бонни.[91]